# Bouscarle de San Cristobal
Horornis parens
Espèce
Statut de conservation UICN

 LC  : Préoccupation mineure
La Bouscarle de San Cristobal (Horornis parens) est une espèce de passereaux de la famille des Cettiidae.

## Répartition
La Bouscarle de San Cristobal est endémique de l'île de San Cristobal (connue aussi sous le nom Makira) dans les Îles Salomon.
Son habitat naturel est les forêts décidues humides tropicales et subtropicales des étages collinéen et montagnard.
Elle se nourrit d'insectes dans le sous-bois et sur le sol.

## Source de la traduction
- (en) Cet article est partiellement ou en totalité issu de l’article de Wikipédia en anglais intitulé « Shade bush warbler » (voir la liste des auteurs).